# Паволоцька волость
Паволоцька волость — історична адміністративно-територіальна одиниця Сквирського повіту Київської губернії з центром у містечку Паволоч.
Станом на 1886 рік складалася з 9 поселень, 5 сільських громад. Населення — 7285 осіб (3547 чоловічої статі та 3738 — жіночої), 697 дворове господарство.
|                     | Площа, десятин | У тому числі орної, дес. |
| ------------------- | -------------- | ------------------------ |
| Сільських громад    | 5706           | 5087                     |
| Приватної власності | 7206           | 4645                     |
| Іншої власності     | 418            | 244                      |
| Загалом             | 13330          | 9976                     |

Основні поселення волості:
- Паволоч — колишнє власницьке містечко при річці Роставиця за 20 верст від повітового міста, 2604 особи, 424 двори, 2 православні церкви, костел, синагога, 2 єврейських молитовних будинки, 2 школи, 8 постоялих дворів, 12 постоялих будинок, 34 лавки, 3 водяних і 7 кінних млини, базари по неділях.
- Голуб'ятин — колишнє власницьке село при річці Роставиця, 751 особа, 85 дворів, каплиця, школа, постоялий будинок, водяний млин.
- Малі Лисівці — колишнє власницьке село при безіменній річці, 1020 осіб, 117 дворів, православна церква, школа, постоялий будинок.
- Соколів Брід — колишнє власницьке село при річці Роставиця, 315 осіб, 41 двір, школа, постоялий будинок.

Старшинами волості були:
- 1909—1915 роках — Герасим Іванович Ковальчук'[2],[3],[4],[5],[6].